# Colonia de Transvaal
La Colonia de Transvaal (en afrikáans, literalmente «más allá del río Vaal») es el nombre de una zona del norte del África austral. El territorio originalmente comprendía la mayor parte de la independiente República Sudafricana de origen bóer y que había existido desde 1856, a pesar de dos intentos previos fallidos por los británicos para establecer su supremacía. Después de la guerra anglo-bóer de 1899-1902 la mayor parte del territorio capturado se convirtió en la colonia del Transvaal, y, finalmente, una de las provincias iniciales de la Unión Sudafricana.